# Ле Корти (Фиренца)
Ле Корти је насеље у Италији у округу Фиренца, региону Тоскана.
Према процени из 2011. у насељу је живело 441 становника. Насеље се налази на надморској висини од 355 м.